# 恤养院旧址
恤养院旧址，位于山东省烟台市牟平区东楼路39号，2006年12月7日公布为山东省文物保护单位，2019年10月7日公布为第八批全国重点文物保护单位。